# Culter oxycephaloides
Culter oxycephaloides är en fiskart som beskrevs av Kreyenberg och Pappenheim, 1908. Culter oxycephaloides ingår i släktet Culter och familjen karpfiskar. Inga underarter finns listade i Catalogue of Life.